# Peyton Elizabeth Lee
Peyton Elizabeth Lee (Nova Iorque, 22 de maio de 2004) é uma atriz americana. Ela é conhecida por ter feito parte do elenco de Andi Mack, interprentando o papel titular.

## Biografia
Nascida na Cidade de Nova Iorque, se mudou para Manhattan Beach, Califórnia e começou a atuar com 10 anos.
Lee é meio chinesa do lado paterno; seu pai é o ator Andrew Tinpo Lee, a quem ela descreve como "uma das principais razões pelas quais me tornei uma atriz". Sua mãe, Jennifer Dormer Lee, é uma psicóloga. Ela tem uma irmã mais velha e um irmão mais novo.

## Carreira
Antes de Andi Mack, Lee foi recorrente em 3 episódios de Shameless como uma "menina soldado" e apareceu em Scandal como "Violet", uma campeã do concurso de ortografia.
Andi Mack estreou no Disney Channel em 7 de abril de 2017. Quando questionada sobre a escalação de Lee para o papel principal, a produtora executiva de Andi Mack, Terri Minsky, disse que "gostou que Lee não parecesse ter caído de uma linha de montagem de estrela infantil", mais tarde afirmando que "o que é realmente ótimo sobre Peyton é que ela pode lidar facilmente com o drama e a comédia desse personagem." Em 9 de janeiro de 2018, foi anunciado que Lee se juntaria à série animada da Disney Junior, A Guarda do Leão como Rani, aparecendo nos episódios sete a nove da terceira temporada.
Em 14 de janeiro de 2021, foi anunciado que Lee faria o papel titular em Doogie Kameāloha, M.D., uma reinicialização de Doogie Howser, M.D. que vai ao ar no Disney+.

## Filmografia
| Ano  | Título                               | Papel        | Notas              |
| ---- | ------------------------------------ | ------------ | ------------------ |
| 2020 | Secret Society of Second-Born Royals | Princesa Sam | Filme de streaming |

| Ano     | Título                 | Papel                     | Notas                       |
| ------- | ---------------------- | ------------------------- | --------------------------- |
| 2015    | Scandal                | Violet                    | Episódio: "I'm Just a Bill" |
| 2016    | Shameless              | Menina Soldado            | 3 episódios                 |
| 2017-19 | Andi Mack              | Andi Mack                 | Principal (1ª-3ª Temporada) |
| 2019    | A Guarda do Leão       | Rani                      | Recorrente (voz original)   |
| 2019    | Stumptown              | Alyssa Frank              | Episódio: "Dex Education"   |
| 2021    | Doogie Kameāloha, M.D. | Lahela "Doogie" Kameāloha | Principal                   |

## Ligações Externas
- Peyton Elizabeth Lee. no IMDb.